# Abborrtjärnen (Sävars socken, Västerbotten)
Abborrtjärnen är en sjö i Umeå kommun i Västerbotten och ingår i Sävaråns huvudavrinningsområde.